# バレスタ
『バレスタ』は、RWCから発売されているCDドラマシリーズ。
シナリオは鷹村コージ、キャラクターデザインは南条つぐみ。
2006年夏から2007年秋まで「コミックZERO-SUM増刊WARD」（一迅社）にて「バレスタ never give up!」というタイトルで漫画連載がされた。

## 概要
発売は先にアニメイト限定発売をし、その後一般流通で発売するスタイルをとっている。
アニメイト限定版と一般流通版の違いは、初回特典（書き下ろしポストカード）がアニメイト限定版のみ、タイトルの巻数が一般流通版ではR表記（R1等）であることなどがある。
シリーズは1stから3rdまで全5巻ずつで発売している。
登場人物・内容は1stシリーズだけ違い、2nd・3rdは新キャラ加入以外は引き続き同キャストで行っている。
特徴として出演声優のアドリブがある。

## バレスタ（1st）

### あらすじ
堀之内慶介の父親の経営している芸能プロダクションが存亡の危機を迎えてしまい、彼は会社を守るため世に数々の大スターを生み出した伝説の講師である殿村厳十朗に助けを求めた。慶介の事情を知った東二郎・宮田英治・高原葵の3人はそれぞれの思惑を抱え、慶介を助けるために短時間で大金を稼げるアイドルを目指すことを約束。殿村の教え子であり、芸能人サラブレッドである坂崎拓実をメンバーに加え、殿村の元でレッスンを受ける。彼らは殿村のレッスンに耐え、アイドルデビュー出来るのか？

### 登場人物
東 二郎（あずま じろう）（声：杉田智和）
16歳、高校1年生。サッカー部在籍。慶介のクラスメイト。
明るく前向きな性格で、人情に厚い。そのため様々な部活動の助っ人を行っているが、そのことについてしばしば英治に小言を言われている。思ったことを素直に口に出したり、仲間を思いやるあまり騒動を起こすこともしばしば。そして失言大魔王。悪意がないからたちの悪い失言を連発。ブラック慶介はあまり怖くないのか、平気で近寄っていく。
両親の海外転勤により、現在は英治の家に居候中。英治とは兄弟のように仲がよいが、心配するあまり厳しくなる英治に反発することもしばしば。
セカンドでは英治と共にサッカー留学中。慶介や葵とも連絡を取り合っている。
宮田 英治（みやた えいじ） （声：置鮎龍太郎）
16歳、高校1年生。二郎と同じサッカー部在籍。
二郎の中学からの親友で保護者変わり。二郎には家族愛の延長で周りから見ても異常なほど可愛がっている。そのため、二郎の仲の良い慶介には激しいジェラシーを燃やしている。
アイドルになるという二郎の言葉に当初は反対していたが、このままではいらぬ反抗心を煽って嫌われ、そばにいることもできなくなる、一緒にアイドルを目指せば側にいられると殿村さんに唆されて一緒にアイドルを目指すことになった。
二郎がよければそれでいいらしいが、ほいほい頼みごとを引き受けることに関しては怒る（というのもそれは二郎が不幸にならないように願っているため）。それが原因で大嫌いと言われてものすごく落ち込んだことも。
彼の父親も同様らしく、父は二郎の父に激甘らしい。そんな父の血をあからさまに受け継いでいる。酔った父は彼の頭痛の種。
作品中は二郎への愛で隠れているが、実は頭脳明晰でスポーツ万能。セカンドでは二郎と共にサッカー留学中。誰にもジャマされることなく二郎の世話が出来て幸せらしい。
高原 葵（たかはら あおい）（声：近藤孝行）
16歳、高校1年生。
二郎・英治と中学時代からの友人。少し離れたところから人を観察するのが好き。おっとりした性格。
突然連載が終わった作品の復活署名運動をするほど少女漫画が大好きで、慶介の姉が尊敬する少女漫画家だと知り、彼女を仕事に復帰させるためアイドルを目指すことに。好きなマンガのセリフはすべて覚えている。
割と腹黒いところもあるが、結構単純な面もある。バレットスター時代は一番人気があり、その給料はすべてプロダクションを立て直すための資金に提供した。
セカンドでは堀之内プロダクションに就職。社長補佐、事務を担当している。また、慶介の姉のチーフアシスタントも勤め上げる。彼女がまた休業しなければならない事態にならぬよう、日夜暗躍しているらしい。少女漫画好きは変わらず、むしろ悪化しているらしい。
翼の保護者で、実姉が大変な時に何もしてやれなかったことを悔やみ、翼を、家事を引き受けるという条件で預かっている。漫画のセリフを読み上げたりもしたらしい。しゃちょうより強い。
堀之内 慶介（ほりのうち けいすけ）（声：櫻井孝宏）
16歳、高校1年生。
父親は芸能事務所の社長、姉は少女漫画家。拓実とは昔からの知り合い。
潰れそうになっている事務所を救うため自らアイドルになり会社を立て直そうと奮闘する。
普段は穏やかで気弱な性格（人に食い物にされるタイプ）だが胃弱で、胃の痛みが限界に達するまでストレスが溜まると攻撃的な性格に豹変する（二重人格）。真面目だが、周りの個性的な面子とは仲がよい。感動やさん。しかし、殿村さんのめちゃめちゃな授業には戸惑い気味。そしてまたストレスがたまっていく。
ブラック慶介（声：櫻井孝宏）
慶介の別人格。本人的にブラックになることはストレス解消法とのこと。破壊の権化でかなりの理不尽。彼が出現すると周囲は被害甚大。台風が来たかのようになる。お茶目なところもある。
みんなから恐怖を抱かれているが、シリーズが進むにつれて周りも順応しだした（というよりも諦めたとも言う）。
何故かしゃちょうを恐れている。が、10年後にはコピーに対してならば耐性が出来たらしい。
坂崎 拓実（さかざき たくみ）（声：岸尾だいすけ）
19歳、専門学生。
父が有名歌手、母が有名女優というサラブレッド。そのためプライドが高い。しかし、本人の努力もあって実力はある。童顔と背の低さがコンプレックスであるが、時と場合によりそれを利用することもある。
アイドルになるためトップクラスの成績で養成所に入ったが二郎たち素人軍団と組まされ困惑中。完璧になるまでデビューはしないと決めていた。
お昼のレッスンで身につけた漫才スキルは、確実に慶介達がくる夜のレッスンで活かされている。
幼少期にブラック慶介降臨に遭っていたため、他のメンバーよりブラック慶介を恐れている。母にメイド服を着せられてつれまわされたため、メイドがトラウマ。セカンドでは堀之内プロダクションの稼ぎ頭として、デビュー以来休みナシで働いているらしい。
家がお金持ちのため家事全般が壊滅的に出来ない。
殿村 厳十朗（とのむら げんじゅうろう）（声：緑川光）
25歳、養成所講師。
芸能人事務所「スターライト・ビックボム」の講師。彼の手がけた生徒は第一線で活躍するといわれている伝説の講師。メイクアップアーティストとしても有名らしい。
常に片手にクマのぬいぐるみ（社長）をつけているがその理由は不明。一緒に寝ているらしい。
生徒によく無茶な課題を出すが、養成所内オーディションではそれも役立っていた。人を見る目は確かで、彼の担当するクラスは彼自身がスカウトした人間しかいないため、人数は慶介達が入るまでは拓実一人だけだった。SSクラス講師の頼子とは「しゃちょう」を奪い合う犬猿の仲（お互い「馬鹿村」や「メス猫」などと罵り合っている）。
セカンドで「しゃちょう」と共に海外へ旅立ったが、サード第4巻で帰国した。
ゴージャス99 （声：緑川光）
ぬいぐるみ。通称「しゃちょう」。
殿村の右手についている熊のぬいぐるみ。生きたように喋ったり動いたり増殖したりするため生態は不明。水もお酒も飲んで、寝る。
ゆでると増殖し、1回目の増殖の際にはコピーを食べてくれたが、2回目は満腹だと断ったため、コピーたちは地下教室へ押し込められ、養成所の恐怖の的になる。セカンドでもコピーはそのままで、翼たちに襲い掛かったが、ブラック慶介がすべて破り捨てた。
セカンドでは殿村と共に海外へと旅立ったが、サード第4巻で帰国した。
宮城 頼子（みやぎ よりこ）（声：渕崎ゆり子）
5巻のみの出演。養成所講師。由馬・タケルの講師。
殿村とは犬猿の仲。社長を溺愛し、拓実・二郎が好み。
徳川 遥（とくがわ はるか）（声：高乃麗）
5巻のみの出演。養成所創設者での理事長。
性格は気分屋。手下候補が何人もいる（相手には未了承）。
社長を溺愛している。
篠原 由馬（しのはら ゆうま）（声：吉野裕行）
5巻のみの出演。養成所SSクラス所属。
美形だが不可思議な発言が多く、頭は弱い様子。
小林 タケル（こばやし たける）（声：鈴木千尋）
5巻のみの出演。養成所SSクラス所属。
由馬の相棒であり、色々苦労しているが彼に対して面倒見はいい。
拓実とは仲があまりなくない様子。

### 発売リスト
- CD
  - バレスタ デモ版CD （2004年コミックマーケット67にて無料配布）
  - バレスタ 第1巻 （2005/04/30） / バレスタ R1 （2005/10/21）
  - バレスタ 第2巻 （2005/06/25） / バレスタ R2 （2006/12/22）
  - バレスタ 第3巻 （2005/08/13） / バレスタ R3 （2006/02/24）
  - バレスタ 第4巻 （2005/11/26） / バレスタ R4 （2006/08/25）
  - バレスタ 第5巻 （2005/12/24） / バレスタ R5 （2006/09/22）
- 書籍
  - バレスタビギナーズブック＜Lesson1＞ （2005/08/15）

## バレスタ2nd/3rd

### あらすじ
今から10年前、彗星の如く現れたアイドルユニット「バレットスター」。彼らは強烈な個性でトップアイドルへと駆け上がった。しかし、その活動は僅か2年という短い時間であった。人気絶頂なのにもかかわらず、あっさりと芸能界から引退してしまう。しかし、彼らの残した伝説は今も語り継がれている。
現在、みんなの協力の甲斐あって持ち直した堀之内プロダクションの社長に就任し、日夜忙しい日々を送る堀之内慶介のもとに、元メンバーで、現在堀之内プロダクションに就職した高原葵の甥と名乗る少年、高原翼と、彼の友人一之瀬勝也が訪れてきた。
翼は慶介にアイドルになる方法を教えてほしいと頼み込む。その理由は借金返済のためにアイドルになりたいという。親友の勝也は翼の手助けをすると共にやってきた。そして昔、慶介達が所属していた養成所の超落ちこぼれグループ、遠藤健作・神田遼太郎・橘美雪の3人もやってきて、成り行きから講師になることとなった慶介。
彼ら5人は第2の「バレットスター」として、新たな伝説を刻むことが出来るのか！？

### 登場人物
高原 翼（たかはら つばさ）（声：福山潤）
慶介のもとにやってきた少年。天然で世間知らずな高原葵の甥っ子。15歳、高校1年生。12月23日生まれ、血液型はA型。
低身長の童顔でよく女の子と間違われるが、これでも高校1年生の男の子。
両親が購入した自宅が実は欠陥住宅で、引っ越したその翌日に大破してしまう。ローンを支払わなければならないため、両親そろって高収入の出稼ぎに行ってしまったらしい。その間葵の家で世話になっている。両親の借金返済の手伝いをしようとアイドルになることを決意し、慶介の所へ訪れた。
背が低いことと、女の子顔を気にしており、ちゃんづけで呼ばれることを嫌っている。一度勝也にお願いして、背が180cmまで伸びたことがある。
一之瀬 勝也（いちのせ かつや）（声：保志総一朗）
翼と共に慶介のもとへやってきた少年。15歳、高校1年生。7月7日生まれ、血液型はAB型。
幼い頃に、三輪車、自転車、乗用車、ダンプカーと次々に跳ねられて、それ以来超能力が使えるようになった。時々宇宙と交信して、突拍子もないことを言う電波少年。
特にアイドルになりたいという訳ではないが、宇宙のお告げによって翼と行動を共にし、翼のためにしか動かないため、翼以外のメンバーとはあまり仲が良くない。
彼曰く、翼は宇宙の意思を受けている存在なので、翼に嫌われると宇宙の声が聞こえないらしい。翼のためなら多少無理なことでもやってのける。兄が二人いるらしい。
ハビョ様（声：保志総一朗）
勝也が崇拝している得体の知れない生物。「ハビョ」としか喋れないが人語は理解できるので、会話するときは筆談。2nd第5巻で降臨したことがある。1stのゴージャス99と共にバレスタのマスコットキャラクター。

遠藤 健作（えんどう けんさく）（声：斎賀みつき）
慶介達が所属していた養成所の落ちこぼれグループの一人。16歳、高校2年生。10月9日生まれ、血液型はB型。
ナルシストな少年で、自分は神に選ばれた一流の人間だと思っており、それ相応の扱いをされないと怒る。実は慶介の大ファンで、慶介を盲目的に崇拝している（ファンクラブにも入っており、会員番号は3番。サイン入りブロマイドも所持）。慶介の言うことなら何でも聞いてしまうという、痛くて面倒なファン。双子の兄・晃とどっちが先にデビューするか賭けをしているらしい。また、一方的に晃を嫌っている。
遠藤 晃（えんどう あきら）（声：鈴村健一）
3rdシリーズより出演した健作の双子の兄。16歳、高校2年生。10月9日生まれ、血液型はB型。
健作とは別の養成所に通っていて、周囲からデビューを望まれているものの、「まだ学ぶべきことがある」と言ってデビューしていない（既に名指しでオファーが来ているのだが）。弟と違って社交性もあり、沈着冷静ではあるが、実はブラコン。健作を大事にしすぎて将来を心配し、翼たちのいる養成所におしかけ、現在はこちらの養成所に通っている。健作を溺愛しているため、健作が崇拝している慶介のことをひどく嫌っている（健作が「晃が慶介のことを気にしている」というのは恐らくこのこと）。健作からは「アキ」と呼ばれている。見分け方は簡単で彼は眼鏡を着用しており、短髪。
神田 遼太郎（かんだ りょうたろう）（声：鳥海浩輔）
責任感のある委員長肌の少年。落ちこぼれグループのまとめ役。17歳、高校3年生。5月18日生まれ、血液型はA型。
個性のありすぎるメンバーにいつも振り回されている苦労人。晃からは健作に害を与えない、なおかつ健作を守る盾になると認識されている。
美雪とは幼馴染。しかも生まれた病院も生まれた時間も住んでいる団地も一緒という腐れ縁ぶり。そのせいか、美雪の両親からは美雪のことを頼まれていて、美雪のお小遣い管理も彼の仕事。特にアイドルを目指していたわけではないが、真面目な性格をしているので一度やりだしたことは最後まで諦めずにがんばっている。がんばったらがんばった分だけ報われると信じているが、そうじゃないから貧富の差があるのだということに気がついていない。
また、ストレスが極限まで達すると幼児化してしまう。慶介とは別の意味で二重人格。この幼児化した遼太郎を止められるのは美雪だけ。
橘 美雪（たちばな みゆき）（声：子安武人）
遼太郎の幼馴染。楽して一攫千金を狙っている最中らしい。17歳、学年不明。5月18日生まれ、血液型はO型。
遼太郎を上手に利用しており、なおかつ本人立ち回りが上手くて世渡り上手。バレットスターの伝説を知り、遼太郎を引き連れて養成所に入学する（つまり遼太郎は彼に付き合ってアイドルを目指すハメになってしまった）。遼太郎と違って不真面目なので、レッスンとなると面倒がって逃げ回る。気楽にその場を楽しんでいる遊び人。身体が硬いらしくストレッチが苦手。何故か唯一学年が公表されていない。実はゲーム好き。晃からは慶介ほどではないが危険視されている。
堀之内 慶介（ほりのうち けいすけ） （声：櫻井孝宏）
10年前、バレットスターという伝説のアイドルユニットとして一世を風靡した人物。26歳、1月1日生まれ、血液型はA型。
今は一線を退いて立て治った堀之内プロダクションの社長に就任する。ひょんなことから海外に旅立った殿村さんの代役で養成所の講師も務めることになってしまった。遼太郎とは別の意味で苦労人。性格は10年前から変わっておらず、二重人格も健在。二重人格時は「ブラック慶介」と呼ばれている（普段の慶介は「ホワイト慶介」と呼ばれている）。晃からはわかりやすい敵意を向けられている。
ブラック慶介（声：櫻井孝宏）
もう一つの人格が表に出ている時の慶介。普段の慶介とはうってかわってかなり強気かつ理不尽な性格。彼が表に出ている時は周囲の被害は甚大。まるで台風が来たかのような惨事となる。おちゃめなところもある。
以前は社長（ゴージャス99）を怖がっていたが、10年という時が彼を成長させ、コピーならば破って捨てられるくらい強くなった（本物はまだ怖いらしい）。

高原 葵（たかはら あおい）（声：近藤孝行）
セカンド2巻に出演。翼の保護者。詳しくは1st登場人物項を参照。
殿村 厳十朗（とのむら げんじゅうろう）（声：緑川光）
サード4巻、5巻に出演。バレットスターを育てた伝説の講師。
4巻では、カウント・GTと名乗り登場。詳しくは1st登場人物項を参照。
ゴージャス99 （声：緑川光）
サード4巻、5巻に出演。通称「しゃちょう」。殿村の右手についている熊のぬいぐるみ。
4巻では、ベア・バロンと名乗り登場。詳しくは1st登場人物項を参照。
天花寺 舞（てんげいじ まい）（声：竹内順子）
サード3巻に出演。晃のいた養成所（豊臣養成所）の生徒。16歳。ゴスロリを着用していて言葉遣いもお嬢様風で一見、美少女。完全にキレるとドSに変貌する。才能のある晃に一緒にデビューしてもらいたくて追いかけまわしている。
天ヶ瀬 翔（あまがせ しょう）（声：市来光弘）
サード3巻に出演。舞と同じく晃のいた養成所の生徒。17歳。機械いじりが得意でその腕を舞にかわれている。根は真面目であり、何だかんだ言って舞に従っていたり、宇宙のフォローを行ったりしている。
天城 宇宙（あまぎ そら）（声：成瀬誠）
サード3巻に出演。舞・翔と同じく晃のいた養成所の生徒。16歳。いつも2人に付いて言われるがままに行動しているため、自分の役割をほとんど理解していない。天然ボケで空気が読めないため、周り（主に翔）に迷惑をかけたり舞に怒られることが多い。
中山 悠斗（なかやま ゆうと）（声：阪口大助）
サード5巻に出演。海斗とは双子。
中山 海斗（なかやま かいと）（声：皆川純子）
サード5巻に出演。悠斗とは双子。
堀之内 由梨子（ほりのうち ゆりこ）（声：あおきさやか）
サード5巻に出演。慶介の姉で漫画家。ペンネームはピヨッピ。

### 発売リスト
- バレスタセカンド 第1巻 （2006/03/25） / バレスタセカンド R1 （2006/10/25）
- バレスタセカンド 第2巻 （2006/04/29） / バレスタセカンド R2 （2006/11/22）
- バレスタセカンド 第3巻 （2006/07/29） / バレスタセカンド R3 （2007/01/25）
- バレスタセカンド 第4巻 （2006/08/26） / バレスタセカンド R4 （2007/02/23）
- バレスタセカンド 第5巻 （2006/10/28） / バレスタセカンド R5 （2006/04/25）
- バレスタサード　 第1巻 （2007/01/27） / バレスタサード　R1　（2007/07/25）
- バレスタサード　 第2巻 （2007/04/27） / バレスタサード　R2　（2007/08/24）
- バレスタサード 　第3巻 （2007/07/27） / バレスタサード　R3　（2007/10/24）
- バレスタサード 　第4巻 （2007/09/28） / バレスタサード　R4　（2007/12/21）
- バレスタサード 　第5巻 （2007/12/21） / バレスタサード　R5　（2008/03/21）

## その他
- アニメイトモバイル、BOYS倶楽部にて待ち受け画面配信中